# Armandia amakusaensis
Armandia amakusaensis är en ringmaskart som beskrevs av Saito, Tamaki och Imajima 2000. Armandia amakusaensis ingår i släktet Armandia och familjen Opheliidae. Inga underarter finns listade i Catalogue of Life.